# Plavac mali

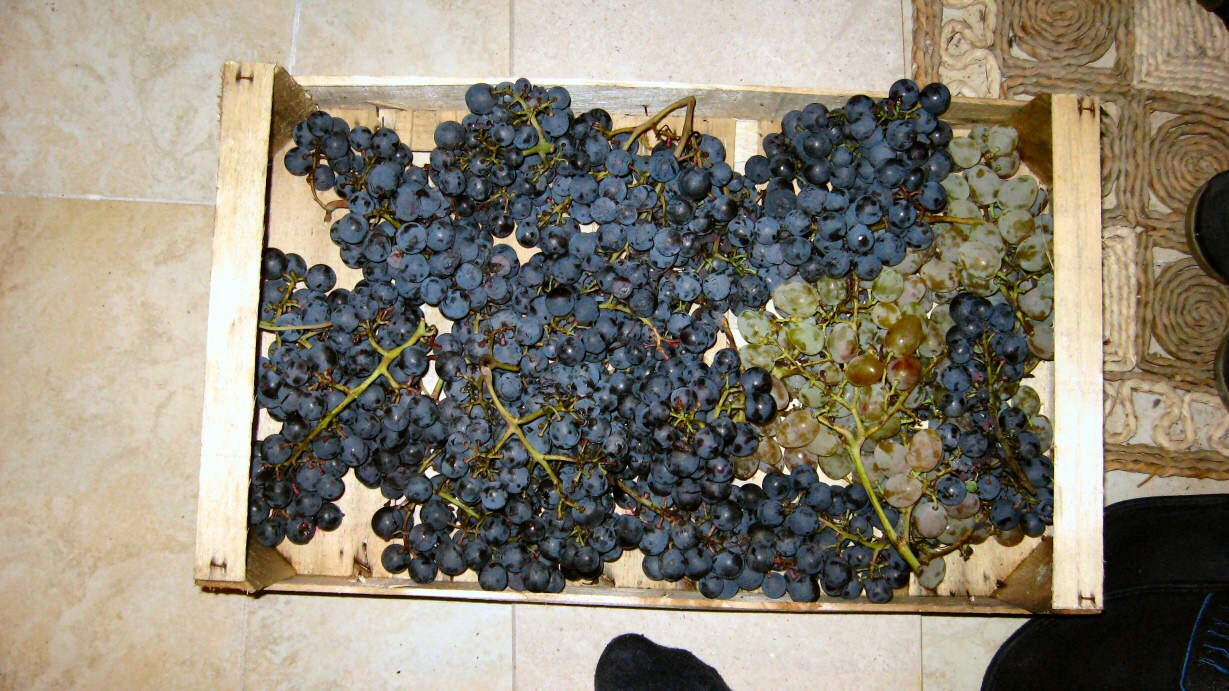
Racimos de la uva plavac mali.

La plavac mali es un cruce entre la crljenak kaštelanski (la ancestral zinfandel) y la dobričić. Es la principal uva tinta de vino que crece a lo largo de la costa dálmata de Croacia. El nombre hace referencia a las pequeñas uvas azuladas que producen las vides: en croata plavo significa "azul" y mali significa "pequeño".
La plavac mali es conocida por producir vinos con mucho sabor y con una buena cantidad de alcohol (norlamente un 12% pero a veces pueden tener hasta un 17%) y de taninos. Normalmente cuenta con aromas a moras, cerezas oscuras, pimienta y especias. Entre los vinos croatas de esta uva están los tintos de Dingač y Postup, en la península de Pelješac, de la isla Hvar, de la isla Brač y el vino rosado al estilo Opol (un estilo de vinificación).

## Historia

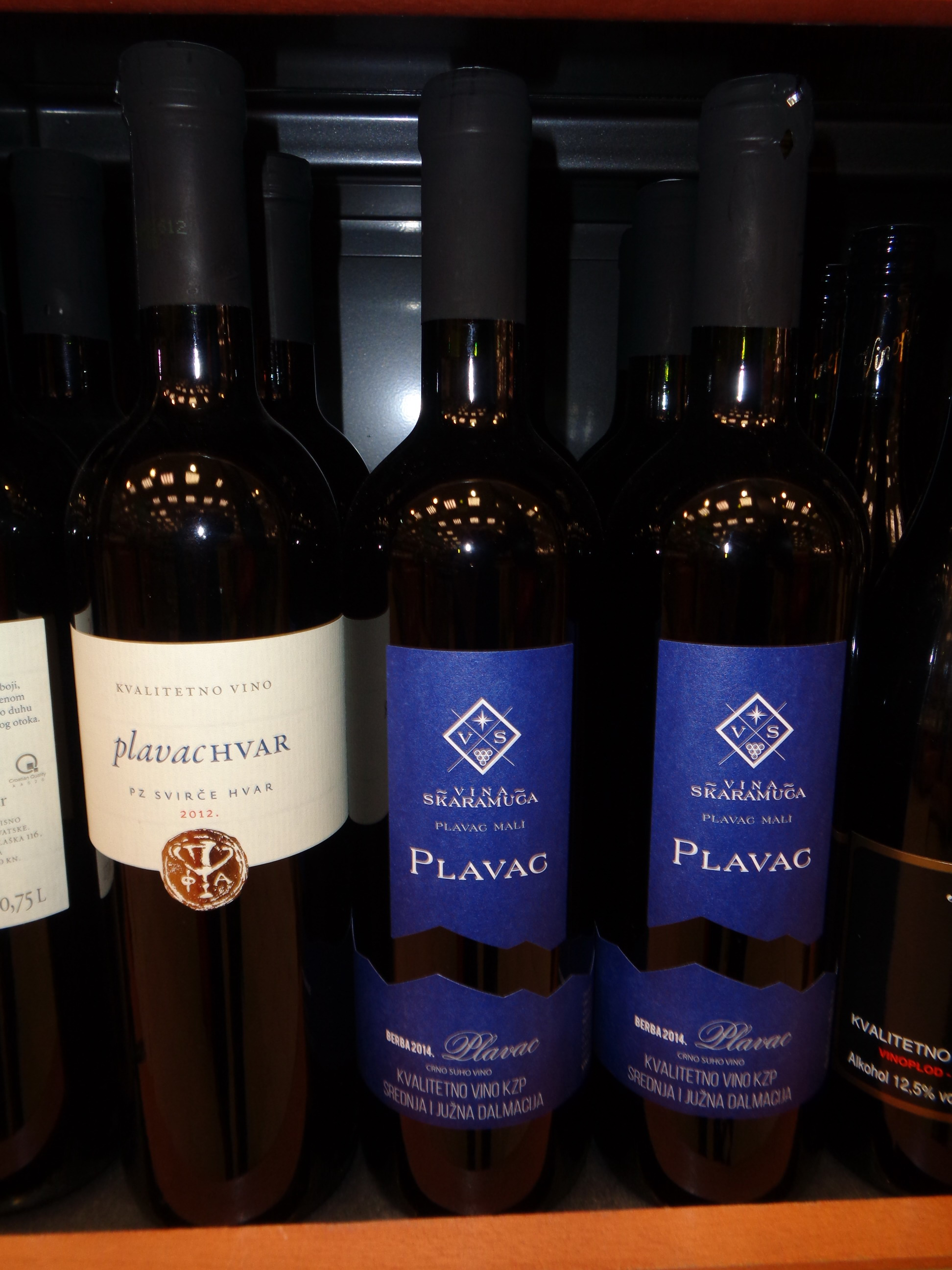
Botellas de vino de plavac mali.

En la década de 1980 se creía, erróneamente, que la plavac mali era un antepasado de la zinfadel. En 1998, cuando se investigaban los orígenes de la zinfadel con el análisis de ADN, la doctora Carole Meredith de la Universidad de California en Davis, con la ayuda de Mike Grgich (un productor de vino conocido en el valle de Napa, originario de Croacia) e investigadores de la Universidad de Zagreb, descubrió que la zinfadel es, en realidad, un padre de la plavac mali. El otro padre de la uva es una antigua variedad conocida como dobričić, de Šolta.